# Matthew McGrory
Matthew McGrory (ur. 17 maja 1973 w West Chester, zm. 9 sierpnia 2005 w Los Angeles) – amerykański aktor znany głównie ze swojego wysokiego wzrostu - 2,29 m.
McGrory urodził się w West Chester w Pensylwanii i uczył się w szkole prawniczej Widener University, lecz zainteresował się aktorstwem grywając olbrzymów (np. w filmie Tima Burtona Duża ryba, ang. Big Fish). Mieszkał z Melissą Davis w Sherman Oaks w Kalifornii. Zmarł z przyczyn naturalnych w Los Angeles w wieku 32 lat.

## Filmografia
| Rok  | Film                                       | Rola                | Uwagi                                  |
| ---- | ------------------------------------------ | ------------------- | -------------------------------------- |
| 2005 | The Devil's Rejects                        | Tiny                |                                        |
| 2005 | ShadowBox                                  | Hort Willows        |                                        |
| 2005 | Constantine                                | Demon               | (nieuwzględniony w napisach końcowych) |
| 2004 | Planet of the Pitts                        | Toto                |                                        |
| 2004 | Big Time                                   | Richard Blunderbore |                                        |
| 2003 | Big Fish                                   | Karl the Giant      |                                        |
| 2003 | Dom tysiąca trupów (House of 1000 Corpses) | Tiny                |                                        |
| 2002 | Faceci w czerni II                         | (nieznana rola)     |                                        |
| 2001 | Bubble Boy                                 | Human Sasquatch     |                                        |
| 2000 | The Dead Hate the Living!                  | Gaunt               |                                        |